# Hippocephala lineolata
Hippocephala lineolata är en skalbaggsart som beskrevs av Aurivillius 1925. Hippocephala lineolata ingår i släktet Hippocephala och familjen långhorningar.
Artens utbredningsområde är Bangladesh. Inga underarter finns listade i Catalogue of Life.